# Steradian
Steradianul este unitatea de măsură a sistemului internațional pentru unghiurile solide.
Un steradian este egal cu unghiul solid care, având vârful în centrul unei sfere, decupează pe aceasta o arie egală cu pătratul razei.